# Moordammkultur

Rimpau’sche Moordammkultur im Drömling um 1900 mit den typisch parallelen Gräben

Die Moordammkultur, auch Rimpau’sche Moordammkultur oder Sanddeckkultur genannt, war eine Meliorationsform bei nassen und anmoorigen Böden, die im 19. Jahrhundert aufkam. Als Begründer gilt der Landwirt und Rittergutsbesitzer Theodor Hermann Rimpau (1822–1888).  

## Geschichte
Der aus einer Braunschweiger Landwirts- und Kaufmannsfamilie stammende Rimpau kam 1847 in den Besitz des 6413 Morgen großen Rittergutes Kunrau in der westlichen Altmark. In dieser Region befindet sich das Niedermoorgebiet Drömling, das erstmals zwischen 1770 und 1796 auf Veranlassung des preußischen Königs Friedrich II. entwässert wurde. Zu Rimpaus Gut gehörten 1900 Morgen Land im Drömling. Der Ackerbau in diesem Gebiet war ein Wagnis und Rimpaus Versuche mit einem neuen Grabensystem schlugen fehl. 1862 begann er mit der ersten Dammkultur. Einige Erfahrungen mit dieser Bearbeitungsmethode waren allerdings schon vorher von Drömlingsbauern gemacht worden. Rimpau konnte ihnen eine wissenschaftliche Grundlage geben. Er verfügte auch über die Mittel, die Bodenbearbeitung großflächig anzuwenden. Die Moordammkultur wurde in Moorgebieten zahlreicher Länder erfolgreich kopiert.

## Methode
Rimpau ließ etwa fünf Meter breite Entwässerungsgräben parallel in Abständen von rund 25 Metern ziehen. Die Zwischenflächen wurden mit einer 15–20 Zentimeter dicken Schicht aus Sand bedeckt, die aus Erdschichten unterhalb des Moorbodens stammte. Die auf diese Weise erhöhten Flächen waren die der Dammkultur namensgebenden Dämme, auch als Beete bezeichnet. Die oben liegende Sandschicht wurde flach gepflügt und mit Kaliumphosphat gedüngt. Die Höhendifferenz zwischen der Beetfläche und dem Wasser musste mindestens einen Meter betragen.
Die Methode hatte erhebliche Ertragssteigerungen zur Folge. Gründe sind die niedrige Verdunstungsrate, die höhere Bodentemperatur am Grunde der Sandschicht sowie die geringere Verunkrautung des Bodens. Auf den so in Ackerboden umgewandelten Flächen konnten mit gutem Erfolg Feldfrüchte, wie Winter- und Sommergetreide, Raps, Erbsen, Bohnen, Klee, Kartoffeln, Zuckerrüben, Mais, Mohn, angebaut werden. Die Flächen mit ungünstigen Bodenverhältnissen wurden zu Wiesen und Weiden.